# Вачіравуд

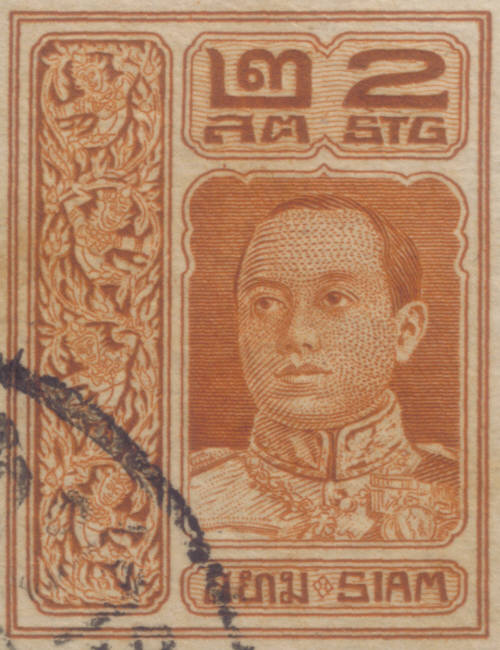
Портрет Вачіравуда на поштовій марці

Вачіравуд, Рама VI (1 січня 1881 — 25 листопада 1925) — шостий король Сіаму в 1910-1925 з династії Чакрі.

## Літературна діяльність
Був плідним письменником і поетом. Від імені сіамського студента, який повернувся з Європи, він склав епістолярну серію клайбанів. Від розчарування в дійсності героя рятує любов до сіамської дівчині, що отримала європейське виховання.
Великий цикл «пісень веслярів» (хе-ріа) у значній мірі залежить від аналогічних віршів поема Тамматібета (XVIII століття). Нірат «Малететай» написаний за мотивами джатаки про Самуттакоте. У 1914—1920 за його ініціативою опублікована велика антологія словесності Таїланду (близько 40 томів).
Особливо великий внесок Вачіравуда в драматургію — понад 60 п'єс у різних жанрах. Для класичного театру кін (кхон) він написав п'єси «Викрадення Сіти» і «Спалення Ланки», ґрунтуючись на тексті «Рамаяни» Вальмікі. Йому належать віршовані адаптації драми Калідаси «Шакунтала», комедії Мольєра «Лікар мимоволі» та п'єс Шекспіра «Отелло» і «Венеційський купець». Комедії (причому прозові) складалися Вачіравудом вперше в історії тайської драматургії. Близька до політичної сатири п'єса «Захоплення влади», де зображується боротьба двох конкуруючих парламентських партій, яка їдко висміюється автором. Комедія «Зустріч короля» зображує події в провінційному сіамські містечку, серед жителів якого поширився помилковий слух про приїзд монарха.
Історична драма «Пхра Руанг» на сюжет з найдавнішої напівлегендарної історії Таїланду написана у двох варіантах — для традиційного театру лаконрам (виконання читцем з групою мімів) і для нового, створеного королем жанру лаконпут («розмовний театр», п'єса, побудована на діалогах). У ній описувалося створення першої тайської держави у впертій боротьбі з кхмерами.
У драмі «Серця воїна» автор описує напад на Сіам вигаданого противника, яскравими фарбами зображує жорстокості війни та закликає молодь вступати до складу воєнізованої організації «Дикі тигри».

## Сім'я
Відомості про особисте життя короля суперечливі. Деякі автори характеризують його як «невпевненого гомосексуала», хоча обґрунтованість такої оцінки спірна. Вачіравуд одружився кілька разів, причому, не дивлячись на те, що в 1921 в країні скасована полігамія, монарх одружувався до розірвання попереднього, і фактично в період 1921—1925 знаходився в офіційному шлюбі відразу з декількома жінками.
Часто зустрічається помилкове твердження, що король не залишив потомства, що не відповідає дійсності. Єдина дочка Вачіравуда, принцеса  Петчарат Ратшасуда народилася 24 листопада 1925, за 2 години до смерті батька. Її матір'ю була королівська наложниця Круекае Абхайвонгсе, далека родичка короля Камбоджі Нородома I, пізніше відома як принцеса Сувандхана (en) [Архівовано 6 травня 2021 у Wayback Machine.]. Вмираючий король встиг тільки один раз побачити новонароджену, ім'я принцесі дав уже його брат і наступник Прачадіпок.